# Сезон побед
«Сезон побед» (англ. The Winning Season) — спортивный американский фильм режиссёра и сценариста Джеймса С. Страуза. Мировая премьера состоялась на Кинофестивале «Сандэнс» в 2009 году. В кинотеатрах фильм вышел ограниченным выпуском 3 сентября 2010 года. Права на распространение фильма в США и Великобритании были куплены компанией Lionsgate.

## Сюжет
В далеком прошлом Билл подавал большие надежды в области спорта, сейчас же он разведён, работает в закусочной и не прочь выпить даже на работе. Старый приятель и по совместительству директор местной школы предлагает Биллу занять пост тренера женской команды по баскетболу. Однако шесть неподготовленных девочек-подростков мало похожи на сплоченную команду. Биллу придётся сделать из подопечных настоящих спортсменок и привести их к сезону побед.

## В ролях
| Актёр            | Роль          |
| ---------------- | ------------- |
| Сэм Рокуэлл      | Билл          |
| Шарика Эппс      | Лиза Робинсон |
| Эмили Риос       | Кейти Рейс    |
| Руни Мара        | Венди Уэббер  |
| Эмма Робертс     | Эбби Миллер   |
| Мэган Витри      | Тамра         |
| Мелани Хинкль    | Минди         |
| Марго Мартиндейл | Донна         |
| Роб Кордри       | Терри         |
| Шена Даудесвелл  | Молли         |
| Кэйтлин Колфорд  | Триш          |
| Коннор Паоло     | Дэймон        |

## Критика
Фильм получил смешанные отзывы кинокритиков. На сайте Rotten Tomatoes фильм имеет рейтинг 52 % на основе 21 рецензии со средним баллом 5,1 из 10. На сайте Metacritic фильм имеет оценку 53 из 100 на основе 8 рецензий критиков, что соответствует статусу «смешанные или средние отзывы».